# Гингер, Сергей Григорьевич
Серге́й Григо́рьевич Ги́нгер (при рождении Зебулон Зискинд Гингер, в студенческих документах и записи о браке — нем. Sigmund Ginger — Зигмунд Гингер и нем. Sigismund Ginger — Сигизмунд Гингер; 1 (13) апреля 1870, Яссы, Молдавское княжество — 9 ноября 1937, Томск) — русский и советский инженер-архитектор, член Петербургского общества архитекторов.
Крупный архитектор начала XX века, представитель модерна и неоклассицизма. Автор премированных конкурсных проектов и множества жилых домов, занимающих ответственные участки в историческом центре Санкт-Петербурга и на его окраинах.

## Биография
Родился 1 апреля (по старому стилю) 1870 года в Яссах в семье подданных Австро-Венгерской империи — купца Якова-Герша Гингера (1829—1884) и Рахили Гингер (в девичестве Гольдимберг, 1839—1899). В семье росло шестеро сыновей и две дочери. Отец занимался торговой деятельностью в Яссах (где жили его родители) и скоропостижно скончался в Кишинёве, когда будущему архитектору исполнилось четырнадцать лет.
Детские годы провёл в Яссах, затем в Кишинёве. Окончил Одесское реальное училище. После окончания архитектурного отделения Рижского политехникума (1888—1894) был оставлен ассистентом там же. В 1896 году женился в Риге, через два года вместе с женой перешёл из иудейского в лютеранское вероисповедание и в 1900 году переехал в Санкт-Петербург, где уже жили три его старших брата. В конце 1890-х — начале 1900 годов по приглашению нефтяной акционерной компании Ротшильда спроектировал и построил на берегу Чёрного моря близ Новороссийска городок «Русский Стандарт» с жилыми домами, клубами, мастерскими, амбарами, театром, нефтеперегонным заводом и рабочей колонией. Вместе с инженером Л. В. Рудневым спроектировал усадьбу помещика Казимира Мсциховского в Селезнёвке.
В 1908 году принял участие в конкурсе проектов нового комплекса погребальных зданий на Еврейском Преображенском кладбище (поощрительная премия), был включён в Строительный комитет по руководству строительством комплекса. В 1908—1909 годах построил дачи балетмейстера Михаила Михайловича Фокина, издателя Льва Моисеевича Клячко, присяжных поверенных Оскара Осиповича Грузенберга и Савелия Ильича Ширвиндта в Сестрорецком курорте. Среди других построек этого периода — дом № 26 по Моховой улице, дом № 3 по Солдатскому переулку, дом № 39 по Большой Пушкарской улице, фабрика лаков и красок «Фридлендеръ» по Чёрной речке, холодильники для масла акционерного общества «Г. И. Паллизен» на Гутуевском острове (администратором по делам этого общества был его брат), железобетонный спортинг-палас по Каменноостровскому проспекту, шоколадная фабрика «Миньон» по Киевской улице, дом № 7, дом № 12 по 5-й роте. В 1910 году работал в Гродненском обществе водоснабжения (управляющим которого был его брат).
В 1900 году жил на Екатерингофском проспекте, № 20 (вместе с братьями Самсоном, вольнопрактикующим врачом, Михаилом, директором Петербургско-Московского коммерческого банка, и Теодором, экономистом), с 1902 года на улице Глинки, № 6, с 1904 года на улице Лиговской, № 11, с 1906 года на Среднем проспекте Васильевского острова, дом № 11, с 1914 года (после развода) — на Моховой, № 26 (его жена Александра Оттоновна Гингер с сыном Григорием жила в доме на  улице Таврической, №17, квартира 13), с 1916 года — на Васильевском острове 2-я линия, № 15.
После окончания курсов военно-инженерных знаний в 1917 году со званием войскового инженера был отправлен на фронт, в 1918 году вернулся в Петроград, поступил на работу в 21-е Военное строительство. Строил оборонительные укрепления под Петроградом, дома для рабочих. В 1920 году принят районным инженером в Комитет государственных сооружений (закрытый в 1922 году), одновременно занимал должность инженера по строительной части Осткомхоза (проводил обследования домов для выявления объектов, нуждающихся в ремонте и реконструкции), вёл преподавательскую работу, оформлял праздники и театральные постановки. В 1921 году вступил в Всероссийский союз строительных рабочих. В мае 1924 года поступил в Ленинградскую губернскую инспекцию мест заключения в качестве инженера-инспектора, где работал до 1926 года; в советское время продолжал жить с семьёй в доме № 15 по 2 линии Васильевского острова в квартире № 3.
Перед первым арестом — прораб строительства фабрики-кухни в Кронштадте. Арестован 9 февраля 1933 года. Тройкой ПП ОГПУ в ЛВО 27 апреля 1933 года осуждён по статье 58-7 УК РСФСР на 5 лет ссылки в Запсибкрай. Отбывал срок в Томске, преподавал в коммунально-строительном и сельскохозяйственном техникумах. Вновь арестован 20 октября 1937 года. Тройкой УНКВД Новосибирской области 28 октября 1937 года приговорён как член «Союза спасения России» к высшей мере наказания. Расстрелян 9 ноября 1937 года. Реабилитирован 4 ноября 1958 года.

## Семья
- Первая жена (1896—1913) — Алиса Оттоновна Гинрихсен (впоследствии также Александра Оттоновна, 1872—после 1944[16]), педагог. Брак был заключён в Риге в 1896 году[17] (в 1898 году вместе с женой перешёл из иудейского в лютеранское вероисповедание)[18]. 
  - Сыновья — искусствовед Григорий Сергеевич Гингер (псевдоним Серый; 1897—1994)[19][20] и художник Владимир Сергеевич Гингер (1899—1977)[21][22]. Внуки (дети Г.С.Гингера) — Валентин (род. 1937), Наталия (род. 1940)[23].
- Вторая жена (с 1922 года) — София Вячеславовна Хотова (1882—после 1943[24]).
  - Дочь — Марина (1922–2009)[25][26], сыновья: Олег (род.1923)[27] и Ярослав (род. 1927)[28][29]. Ярослав Сергеевич Гингер в 1950-х руководил детской железной дорогой в Ленинграде. Его дочь — Людмила Ярославовна Мильчакова[23], живет в Санкт-Петербурге, работает в библиотеке Консерватории им.Н. А. Римского-Корсакова.
- Брат — Самсон Григорьевич (Шимшон Гершевич) Гингер (1863 — после 1933)[30], врач-патологоанатом, звание лекаря получил в 1888 году[31], с 1890 года жил в Петербурге[32], в 1902 году защитил в Императорской военно-медицинской академии диссертацию доктора медицины по теме «Об экспериментальной бугорчатке печени» (в том же году опубликована отдельной книгой в типографии «В. С. Балашев и Ко»), работал в патолого-анатомическом отделении Института экспериментальной медицины; арестовывался в 1919 году. Его жена — Мария Михайловна Гингер (урождённая Блюменфельд), внучка кишинёвского казённого раввина — эмигрировала с сыном во Францию, погибла в Освенциме в 1942 году.
  - Племянник — поэт Александр Самсонович Гингер[33][34].
- Брат — Теодор Григорьевич (Танхум Гершевич) Гингер (позднее также Фёдор Григорьевич; 11 апреля 1867, Яссы[35] — 1908)[36][37][38], выпускник Одесского коммерческого училища и отделения коммерции Рижского политехникума (1888—1891), кандидат коммерции (1903), работал в Русском для внешней торговли банке. Автор книги «Опыт теории ценности и денежного обращения» (кандидат коммерческих наук Фёдор Гингер, СПб: Типо-литография А. Э. Винеке, 1903. — 75 с.), член-соревнователь Санкт-Петербургского вегетарианского общества (1905).
- Брат — Цалель Гершевич Гингер, архитектор.
- Брат — Михаил Григорьевич Гингер, купец, управляющий Петербургско-Московского коммерческого банка и Гродненского общества водоснабжения, администратор по делам акционерного общества «Г. И. Паллизен».
- Сёстры — Фрима (в замужестве Гольдинер, 1871, Яссы — ?); Жанета (в замужестве Гринберг-Шор, 1859—1911), жила в Кишинёве и умерла в Яссах.

## Проекты

### В Перевальске
- Усадьба инженера К. Л. Мсциховского (1902)

### В Санкт-Петербурге
- Кавалергардская улица, 8 (1905)
- 9-я линия, 18 (1906). Доходный дом М. Э. Сегаля — С. И. Ширвиндта
- Шпалерная улица, 44-а (1907). Доходный дом А. А. Каплуна
- Проект погребального комплекса на Еврейском Преображенском кладбище (синагога, покойницкая, двор; первичный проект Я. Г. Гевирца, 1907—1908)
- 5-я Советская улица, 7-9 (1907—1910). Доходный дом А. М. Стрелина
- Большая Пушкарская улица, 1 (1908). Доходный дом Г. Ф. Ульянова
- Большая Пушкарская улица, 39 (1908-09)

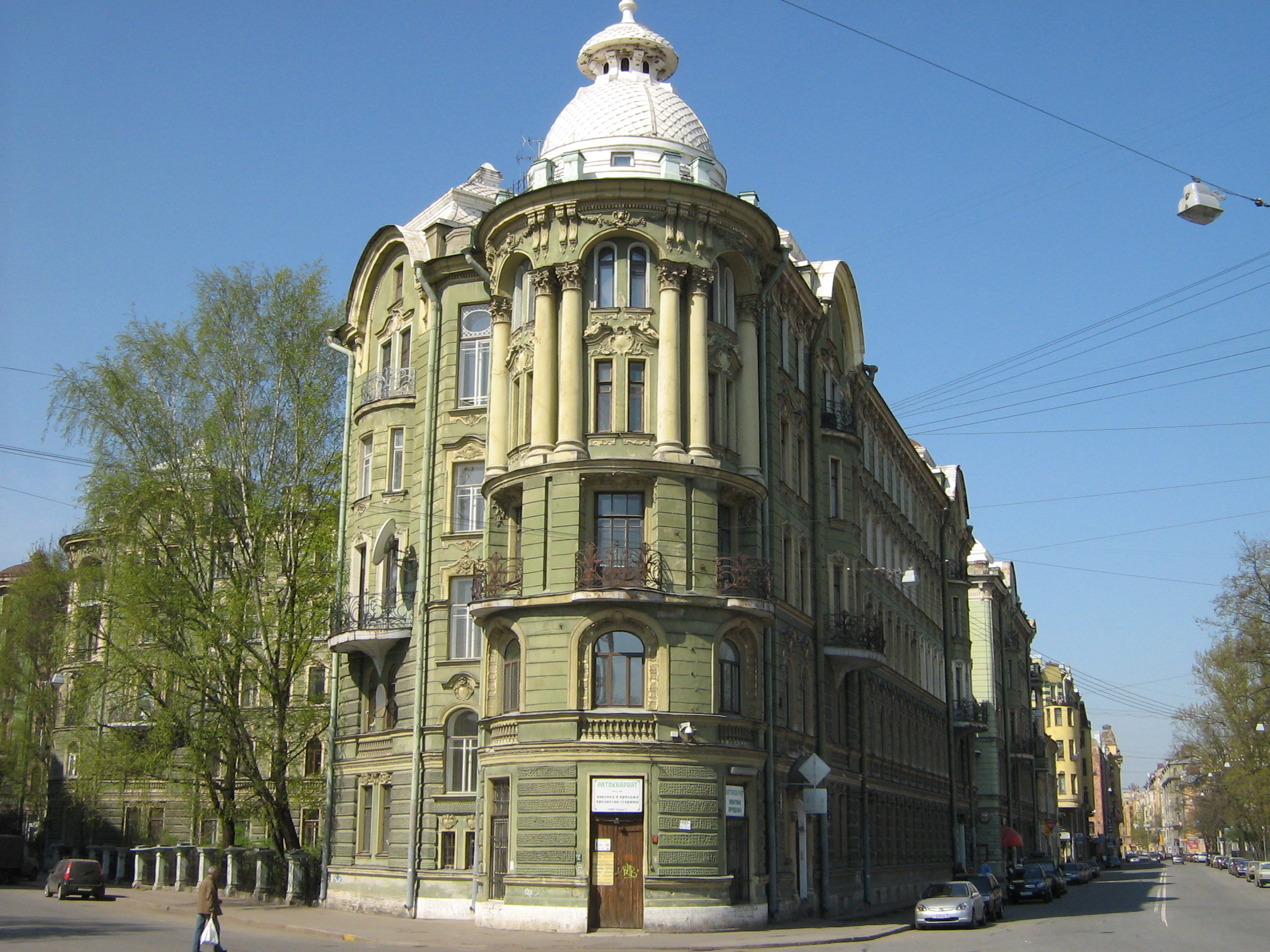
«Колобовский дом»

- Матвеевская улица (ныне ул. Ленина, 8) (1908—1910). Доходный дом Н. Я. и Ф. Я. Колобовых («Колобовский дом»). Завершён техником М. И. фон Вилькеном
- Захарьевская улица, 9, перестройка (1909). Доходный дом акционерного общества «Строитель».
- Садовая улица, 111—113, перестройка (1909). Доходный дом П. П. Баранова
- Коломенская улица, 33, перестройка и расширение (1909—1910). Доходный дом Э. П. Дубровича

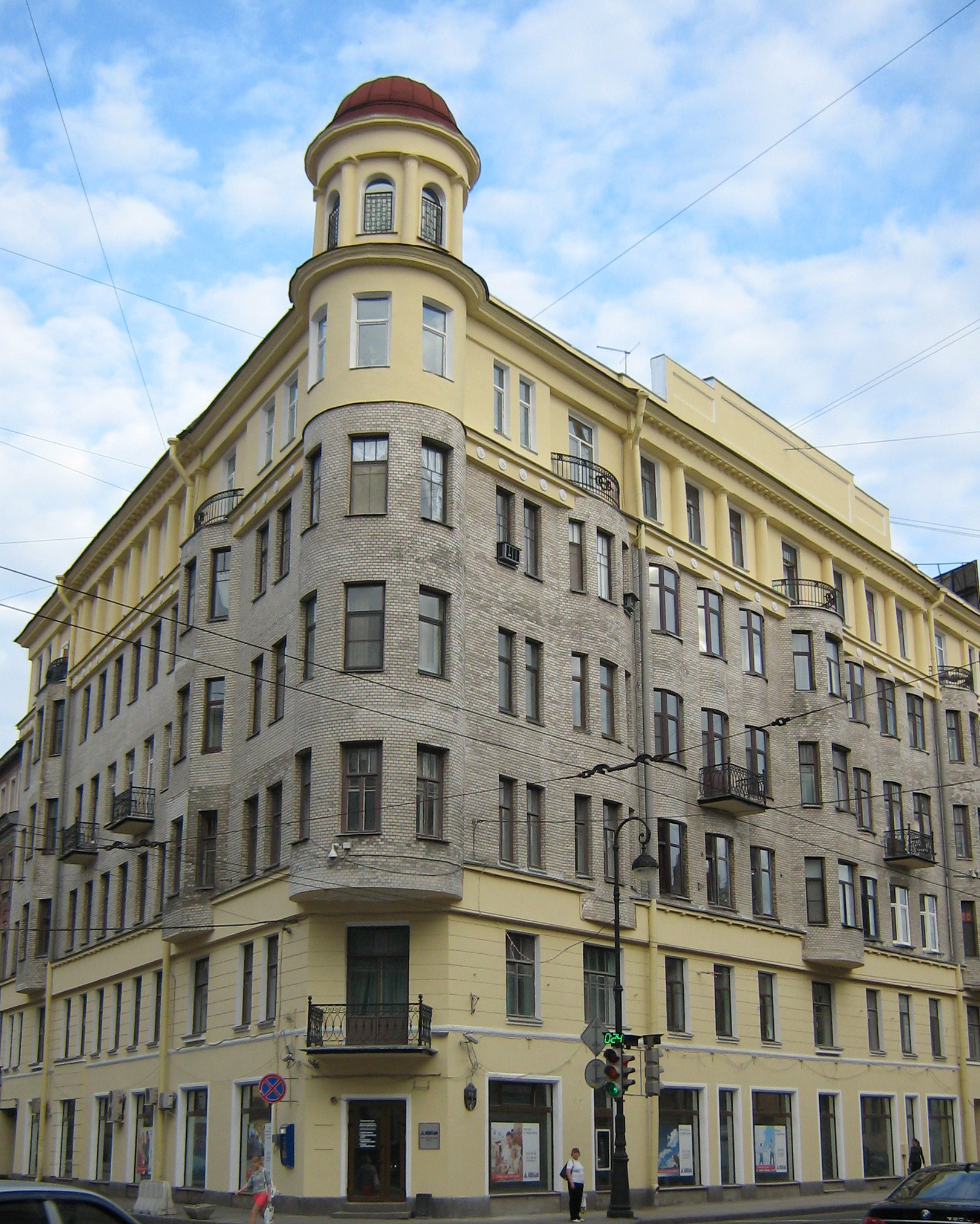
Бывший доходный дом Арона Абрамовича Каплуна на углу ул. Профессора Попова и Каменноостровского проспекта

- Каменноостровский проспект, 42 (1910). «Спортинг-палас» А. И. Башкирова. При участии А. Ф. Сысоева. Оформление фасада — А. Е. Белогруд. Позже основной объём здания был использован при сооружении Дворца культуры им. Ленсовета

- Каменноостровский проспект, 53 / улица Профессора Попова, 22 (1910). Доходный дом А. А. Каплуна
- Малый проспект П. С., 42 (1910—1913). Доходный дом А. С. Каценельсона. Завершён В. В. Корвин-Круковским и Д. А. Крыжановским
- Рижский проспект, 20 (1911)
- Улица Егорова, 18 (1911—1912). Доходный дом П. П. Баранова
- Солдатский переулок, 3 (1913—1914). Доходный дом М. Н. Граббе
- Моховая улица, 26, перестройка и сооружение дворовых корпусов (1913—1914)
- Артиллерийская улица, 3, правая часть, перестройка (1914)
- Большой Казачий переулок, 4 (1914—1915). Доходный дом Н. П. Семёнова

### В Сестрорецке
- Дача Я. М. Гольденова (1908)
- Лесная улица, 7 (1909). Дача Л. М. Клячко —  памятник архитектуры (федеральный)
- Дача С. И. Дворжецкого (1909)